# Pavol Országh Hviezdoslav
Pavol Országh Hviezdoslav, född 2 februari 1849, död 8 november 1921, var en slovakisk poet och jurist.
Hviezdoslav skrev som barn verk på ungerska, influerad av Sándor Petőfi, ägnade sig äldre åt nationell slovakisk diktning och blev snart en av den slovakiska diktningens främste. Hviezdoslavs lyrik är främst av kontemplativt kynne. Bland hav verk episka verk märks Skogvaktarens hustru (1886), bland hans dramer Herodes och Herodias (1908).
Asteroiden 3980 Hviezdoslav är uppkallad efter honom.